# Велень (Васлуй)
Велень, Велені (рум. Văleni) — село у повіті Васлуй в Румунії. Входить до складу комуни Велень.
Село розташоване на відстані 287 км на північний схід від Бухареста, 12 км на північ від Васлуя, 47 км на південь від Ясс, 148 км на північ від Галаца.

## Населення
За даними перепису населення 2002 року у селі проживали 3249 осіб, з них 3248 осіб (> 99,9%) румунів. Усі жителі села рідною мовою назвали румунську.